# Eucalyptus viminalis
Espèce
Classification phylogénétique
Répartition géographique
Eucalyptus viminalis, appelé aussi Gommier blanc ou Gommier manne, est une espèce de plantes à fleurs de la famille des Myrtaceae. C'est un arbre originaire d'Australie.

## Description
Il mesure 30 mètres de haut (pouvant atteindre 50 mètres - le plus grand connu mesure 91 mètres ). Il est droit et élancé avec une écorce rugueuse sur le tronc et à la base des grosses branches. Les feuilles lancéolées font 8 à 20 centimètres de long sur 8 à 25 millimètres de large. Les fleurs sont blanches ou crème.

## Répartition
E. viminalis est largement répandu dans les zones froides d'Australie.

## Koalas
Les feuilles sont l'aliment préféré des koalas. Sa sève contient 5 à 15 % de sucre ce qui en fait une source d'énergie importante pour les marsupiaux arboricoles.